# Алешкевич, Степан Филимонович
Степа́н Филимо́нович Алешке́вич (белор. Сцяпан Філімонавіч Аляшкевіч; 1910 — 4 мая 1944) — участник Великой Отечественной войны, войсковой разведчик разведгруппы в составе 759-го стрелкового полка 163-й стрелковой дивизии 40-й армии 2-го Украинского фронта. Герой Советского Союза (13.09.1944), красноармеец.

## Биография
Родился в 1910 году в крестьянской семье. По национальности белорус. Получил начальное образование. В 1943 году призван в ряды Красной Армии.
На фронтах Великой Отечественной войны с марта 1943 года. Разведчик стрелкового полка красноармеец Алешкевич неоднократно участвовал в войсковых разведывательных операциях. 13 марта 1944 года отличился при форсировании реки Южный Буг в районе села Ладыжин (ныне город в Винницкой области). В составе разведгруппы Алешкевич в числе первых переправился через реку и вступил в бой с крупными силами противника за расширение плацдарма, чем содействовал успешной переправе подразделений полка.

Указом Президиума Верховного Совета СССР от 13 сентября 1944 года
за образцовое выполнение боевых заданий Командования на фронте борьбы с немецкими захватчиками и проявленные при этом отвагу и геройство

 красноармейцу Алешкевичу Степану Филимоновичу присвоено звание Героя Советского Союза (посмертно).
Погиб 4 мая 1944 года в тылу врага после выполнения операции по взрыву моста на реке Молдова в Румынии. Похоронен в населённом пункте Вама (Румыния).

## Награды
- Медаль «Золотая Звезда» Героя Советского Союза
- Орден Ленина
- Орден Отечественной войны I степени
- Орден Красной Звезды
- Орден Славы III степени
- Медали

## Память
- В деревне Чижаха (Березинский район Минской области Беларуси) установлен памятник.
- Именем Героя названа улица города Березино.